# Ministri dei lavori pubblici del Regno di Sardegna
Il presente elenco raccoglie tutti i nomi dei titolari del Ministero dei lavori pubblici del Regno di Sardegna, dal 1848, col Governo Balbo fino al Governo Cavour III nel marzo 1861.

## Lista
| Ministro                     | Foto                             | Mandato                             | Governo                           |
| ---------------------------- | -------------------------------- | ----------------------------------- | --------------------------------- |
| Luigi des Ambrois de Nevache |                                  | 16 marzo - 5 luglio 1848            | Governo Balbo                     |
| Pietro Paleocapa             |                                  | 27 luglio - 10 agosto 1848          | Governo Casati                    |
| Pietro De Rossi di Santarosa |                                  | 15 agosto - 11 ottobre 1848         | Governo Alfieri                   |
| Pietro De Rossi di Santarosa | 11 ottobre - 3 dicembre 1848     | Governo Perrone                     |                                   |
| Sebastiano Tecchio           |                                  | 16 dicembre 1848 - 21 febbraio 1849 | Governo Gioberti                  |
| Sebastiano Tecchio           | 24 febbraio - 23 marzo 1849      | Governo Chiodo                      |                                   |
| Giovanni Filippo Galvagno    |                                  | 27 marzo - 6 maggio 1849            | Governo de Launay                 |
| Giovanni Filippo Galvagno    | 7 maggio - 20 ottobre 1849       | Governo d'Azeglio I                 |                                   |
| Antonio Mathieu              |                                  | Governo d'Azeglio I                 | 20 ottobre - 23 ottobre 1849      |
| Pietro De Rossi di Santarosa |                                  | Governo d'Azeglio I                 | 23 ottobre - 2 novembre 1849      |
| Pietro Paleocapa             |                                  | Governo d'Azeglio I                 | 2 novembre 1849 - 16 maggio 1852  |
| Pietro Paleocapa             | 21 maggio - 22 ottobre 1852      | Governo d'Azeglio II                |                                   |
| Pietro Paleocapa             | 4 novembre 1852 - 27 aprile 1855 | Governo Cavour I                    |                                   |
| Pietro Paleocapa             | 4 maggio 1855 - 19 novembre 1857 | Governo Cavour II                   |                                   |
| Bartolomeo Bona              |                                  | Governo Cavour II                   | 19 novembre 1857 - 19 luglio 1859 |
| Pietro Monticelli            |                                  | 19 luglio 1859 - 21 gennaio 1860    | Governo La Marmora I              |
| Stefano Jacini               |                                  | 21 gennaio 1860 - 14 febbraio 1861  | Governo Cavour III                |
| Ubaldino Peruzzi             |                                  | 14 febbraio - 23 marzo 1861         | Governo Cavour III                |